# Oleandra musifolia
Oleandra musifolia là một loài dương xỉ trong họ Oleandraceae. Loài này được Blume C. Presl mô tả khoa học đầu tiên năm 1851.